# Timeu de Cízic
Timeu de Cízic (grec antic: Τίμαιος, llatí: Timaeus) fou un filòsof grec deixeble de Plató.
Va voler prendre el poder suprem a Cízic, segons Ateneu. Diògenes Laerci parla d'un Timolau de Cízic i diu que era deixeble de Plató; segurament es tracta d'un error, però no és clar si l'error és de Diògenes o d'Ateneu.